# Regan Hood
Regan Hood est une joueuse italo-américaine de volley-ball née le 10 août 1983 à Lafayette (Louisiane). Elle mesure 1,88 m et joue au poste de réceptionneuse-attaquante. Elle totalise 10 sélections en équipe des États-Unis.

## Clubs
| Club                     | De        | À         |
| ------------------------ | --------- | --------- |
| Université de Louisiane  | 2001-2002 | 2004-2005 |
| Ícaro Palma              | 2005-2006 | 2005-2006 |
| TFM DOK Dwingeloo        | 2006-2007 | 2006-2007 |
| CV Albacete              | 2007-2008 | 2007-2008 |
| Terville Florange        | 2008-2009 | 2008-2009 |
| ASPTT Mulhouse           | 2009-2010 | 2011-2012 |
| VK Bakı                  | 2011-2012 | 2011-2012 |
| CS Dinamo Bucureşti      | 2012-2013 | 2012-2013 |
| İlbank Ankara            | 2013-2014 | 2014-2015 |
| Criollas de Caguas       | avr 2015  | mai 2015  |
| Sarıyer Belediyesi       | 2015-2016 | 2015-2016 |
| MKS Dąbrowa Górnicza     | 2016-2017 | 2016-2017 |
| Jakarta Pertamina Energi | jan 2017  | juin 2017 |
| Samsun Anakent           | 2017-2018 | 2017-2018 |
| Scandicci Volley         | juin 2018 | déc 2018  |
| Olympiakos S.F. Le Pirée | jan 2019  | ...       |

…

## Palmarès

### Équipe nationale
- Coupe panaméricaine
  - Finaliste : 2014[3].

### Clubs
- Championnat de France
  - Finaliste : 2010, 2011
- Coupe de France
  - Finaliste : 2010
- Challenge Cup
  - Finaliste : 2012
- Championnat de Roumanie
  - Finaliste : 2013
- Coupe de Roumanie
  - Finaliste : 2013
- Championnat de Porto Rico
  - Vainqueur : 2015
- Coupe de Grèce
  - Vainqueur : 2019
- Championnat de Grèce
  - Vainqueur : 2019